# Harold W. Bell

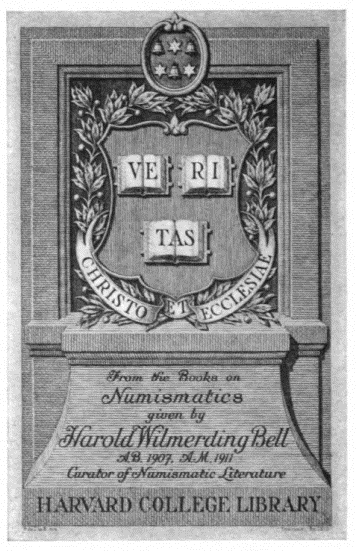
Exlibris der von Harold Wilmerding Bell der Harvard College Library gestifteten numismatischen Bücher

Harold Wilmerding Bell (* 23. Dezember 1885 in New York; † 29. August 1947 in Cambridge, Massachusetts) war ein US-amerikanischer Numismatiker und Sammler von Sherlock-Holmes-Materialien.
Harold W. Bell war der Sohn von Edward Bell und Helen Augusta (Wilmerding) Bell. Er besuchte die Pomfret School in Pomfret, Connecticut Ab 1903 studierte er am Harvard College und schloss 1907 mit dem A.B. und 1911 mit dem A.M. ab. Im Frühjahr 1909 ging er mit der Princeton University Archaeological Expedition nach Syrien. Ab Frühjahr 1911 nahm er an der amerikanischen Ausgrabung in Sardes teil, wo er für die Katalogisierung der Funde zuständig war und die Münzen bearbeitete und 1916 publizierte. 1911 wurde er Curator of Numismatic Literature an der Harvard College Library. 1921 publizierte er die Münzen der amerikanischen Ausgrabung in Assos. 1925 wurde er Sekretär der American Society for Archaeological Research in Asia Minor.
Er sammelte Bücher und Manuskripte zu Sherlock Holmes. 1934 war er Gründungsmitglied der „Baker Street Irregulars“, einer literarischen Gesellschaft zum Studium von Sherlock Holmes. Seine Sammlung ging nach seinem Tod an einen literarischen Klub in Boston namens „The Speckled Band“. Diese gab die Sammlung als Depositum an die Houghton Library der Harvard University. Auch literarisch beschäftigte er sich mit Sherlock-Holmes-Studien.

## Veröffentlichungen
- Poems and Sonnets. Elkin Mathews, London 1915 (Digitalisat).
- Coins 1. 1910–1914 (= Sardis. Publications of the American Society for the Excavation of Sardis. Band 11). Brill, Leiden 1916.
- Coins from Assos. In: Joseph Thacher Clarke, Francis H. Bacon, Robert Koldewey: Investigations at Assos. Expedition of the Archaeological Institute of America. Drawings and photographs of the buildings and objects discovered during the excavations of 1881, 1882, 1883. London 1902–1921, S. 295–313 (Digitalisat).
- Charles Diehl: Byzantine portraits. Translated by Harold Bell. A. A. Knopf, New York/London 1927 (Digitalisat)
- Sherlock Holmes and Dr. Watson. The chronology of their adventures. Constable Books, London 1932.
- (Hrsg.): Baker-street studies. Constable & Co., London 1934.